# Palyas micacearia
Palyas micacearia là một loài bướm đêm trong họ Geometridae.